# 天かける星
「天かける星」（あまかけるほし）は、Suaraの楽曲で、12枚目のシングル。2016年1月27日にフィックスレコードから発売された。

## 概要
表題曲は、TVアニメ『うたわれるもの 偽りの仮面』の第2期オープニングテーマとして使用されている。5拍子のリズムが特徴的で、タイアップアニメの第2期の主題の一つとなる「戦乱」をイメージした、ドラマチックかつダイナミックな曲である。なお、中上和英作曲のボーカル曲は、2009年のSuara「TOKYO-days」（アルバム『キズナ』収録）以来となる。
カップリングの「星降る空仰ぎ見て」は同第2期エンディングテーマとして使用されている。
初回限定盤と通常盤の二形態でのリリース。初回限定盤は特製スリーブ仕様で、表題曲のミュージックビデオを収録したDVDが付属している。初回限定盤の特製スリーブおよび通常盤ジャケットには、タイアップ作品『うたわれるもの 偽りの仮面』の主人公ハクとヒロインクオンが夜空を仰ぎ見ている様子が描かれている。また、初回限定盤と通常盤の初回生産分には、「Suara LIVE TOUR 2016～声を聴かせて～」チケット先行応募用シリアルナンバーも封入されている。

## 収録曲
全編曲：衣笠道雄

### CD
1. 天かける星
作詞：須谷尚子、作曲：中上和英
  - TVアニメ『うたわれるもの 偽りの仮面』オープニングテーマ。
2. 星降る空仰ぎ見て
作詞：須谷尚子、作曲：衣笠道雄
  - TVアニメ『うたわれるもの 偽りの仮面』エンディングテーマ。
3. 悲しみの夜明け前
作詞：巽明子、作曲：松岡純也

### DVD（初回限定盤のみ）
1. 天かける星 （MUSIC VIDEO）

## 収録アルバム
天かける星
- うたわれるもの 偽りの仮面 & 二人の白皇 歌集
- うたわれるもの 偽りの仮面 ゲーム & アニメ オリジナルサウンドトラック - TV Ver.

星降る空仰ぎ見て
- うたわれるもの 偽りの仮面 & 二人の白皇 歌集
- うたわれるもの 偽りの仮面 ゲーム & アニメ オリジナルサウンドトラック - TV Ver.

悲しみの夜明け前
アルバム未収録